# 2023年世界短道速滑锦标赛
2023年世界短道速滑锦标赛于2023年3月10日至12日在韩国首尔的木洞冰场（Mokdong Ice rink）举行。这是韩国第四次主办世界短道速滑锦标赛。

## 赛程安排
以下是此次比赛的赛程安排，所有时间均为韩国标准时间：
| 日期    | 项目           |
| ------- | -------------- |
| 3月10日 | 资格赛         |
| 3月11日 | 女子1500米     |
| 3月11日 | 男子1500米     |
| 3月11日 | 女子500米      |
| 3月11日 | 男子500米      |
| 3月12日 | 女子1000米     |
| 3月12日 | 男子1000米     |
| 3月12日 | 女子3000米接力 |
| 3月12日 | 男子5000米接力 |
| 3月12日 | 混合2000米接力 |

## 奖牌榜
*   主办国家/地区
| 排名                     | 国家 / 地区              | 金牌 | 銀牌 | 銅牌 | 总计 |
| ------------------------ | ------------------------ | ---- | ---- | ---- | ---- |
| 1                        | 荷蘭                     | 5    | 1    | 2    | 8    |
| 2                        | *                        | 2    | 3    | 1    | 6    |
| 3                        | 義大利                   | 1    | 2    | 1    | 4    |
| 4                        | 中國                     | 1    | 1    | 0    | 2    |
| 5                        | 加拿大                   | 0    | 1    | 5    | 6    |
| 6                        | 比利时                   | 0    | 1    | 0    | 1    |
| 总计（共6个国家 / 地区） | 总计（共6个国家 / 地区） | 9    | 9    | 9    | 27   |

## 奖牌得主

### 男子
| 项目       | 金牌                                                     | 金牌     | 银牌                                                                                                | 银牌     | 铜牌                                                                       | 铜牌     |
| 500米      | 彼得罗·西盖尔 · 義大利（ITA）                            | 41.166   | 史蒂文·迪布瓦 · 加拿大（CAN）                                                                       | 41.223   | 延斯·范特沃特 · 荷兰（NED）                                                | 41.243   |
| 1000米     | 朴智元 · 韩国（KOR）                                     | 1:27.741 | 斯泰因·德斯梅特 · 比利时（BEL）                                                                     | 1:27.974 | 史蒂文·迪布瓦 · 加拿大（CAN）                                              | 1:28.069 |
| 1500米     | 朴智元 · 韩国（KOR）                                     | 2:17.792 | 彼得罗·西盖尔 · 義大利（ITA）                                                                       | 2:17.898 | 帕斯卡尔·迪翁 · 加拿大（CAN）                                              | 2:17.986 |
| 5000米接力 | 中國（CHN） · 李文龙 · 林孝埈 · 刘冠逸 · 钟宇晨 · 宋嘉华 | 7:04.412 | 義大利（ITA） · 安德烈亞·卡西內利 · 托馬索·多蒂 · 彼得罗·西盖尔 · 卢卡·施佩兴豪泽 · 托马斯·纳达利尼 | 7:04.484 | （KOR） · Hong Kyung-hwan · 李俊瑞 · Lim Yong-jin · 朴智元 · Lee Dong-hyun | 7:04.884 |

### 女子
| 项目       | 金牌                                                                                              | 金牌     | 银牌                                                            | 银牌     | 铜牌                                                                                 | 铜牌     |
| 500米      | 桑德拉·貝爾塞伯 · 荷兰（NED）                                                                     | 41.977   | 苏珊妮·许尔廷 · 荷兰（NED）                                     | 42.450   | 塞爾瑪·保茨馬 · 荷兰（NED）                                                          | 42.567   |
| 1000米     | 桑德拉·貝爾塞伯 · 荷兰（NED）                                                                     | 1:29.361 | 崔珉禎 · 韩国（KOR）                                            | 1:29.679 | 考特妮·萨罗 · 加拿大（CAN）                                                          | 1:29.794 |
| 1500米     | 苏珊妮·许尔廷 · 荷兰（NED）                                                                       | 2:31.349 | 崔珉禎 · 韩国（KOR）                                            | 2:31.448 | 基姆·布廷 · 加拿大（CAN）                                                            | 2:31.575 |
| 3000米接力 | 荷蘭（NED） · 塞爾瑪·保茨馬 · 苏珊妮·许尔廷 · 婭拉·范克爾霍夫 · 桑德拉·貝爾塞伯 · 米歇尔·贝尔塞伯 | 4:09.056 | （KOR） · 崔珉禎 · Kim Geon-hee · 金桔里 · 沈錫希 · Lee So-youn | 4:09.151 | 加拿大（CAN） · 基姆·布廷 · Claudia Gagnon · 考特妮·萨罗 · Renée Steenge · 丽基·多克 | 4:09.372 |

### 混合
| 项目       | 金牌 | 金牌     | 银牌                                                            | 银牌     | 铜牌 | 铜牌     |
| 2000米接力 | 荷蘭（NED） · Teun Boer · 苏珊妮·许尔廷 · 延斯·范特沃特 · 桑德拉·貝爾塞伯 · 伊特扎克·德拉特 · 塞爾瑪·保茨馬 | 2:41.646 | 中國（CHN） · 公俐 · 李文龙 · 林孝埈 · 臧一泽 · 王欣然 · 钟宇晨 | 2:41.821 | 義大利（ITA） · 安德烈亞·卡西內利 · 阿里安娜·西盖尔 · 彼得罗·西盖尔 · 阿里安娜·瓦爾切皮納 · 基娅拉·贝蒂 | 2:41.907 |

## 参赛国家和地区
共有23个国家和地区派出选手参加该届世界锦标赛。因2022年俄罗斯入侵乌克兰事件，国际滑冰联盟决定禁止来自俄罗斯和白俄罗斯的运动员参加此次比赛。
1. 奥地利
2. 比利时
3. 保加利亚
4. 加拿大
5. 中国
6. 捷克
7. 法國
8. 德国
9. 英国
10. 匈牙利
11. 以色列
12. 義大利
13. （主办国）
14. 拉脫維亞
15. 荷蘭
16. 波蘭
17. 瑞士
18. 斯洛維尼亞
19. 土耳其
20. 乌克兰
21. 美国